# Екскурсія

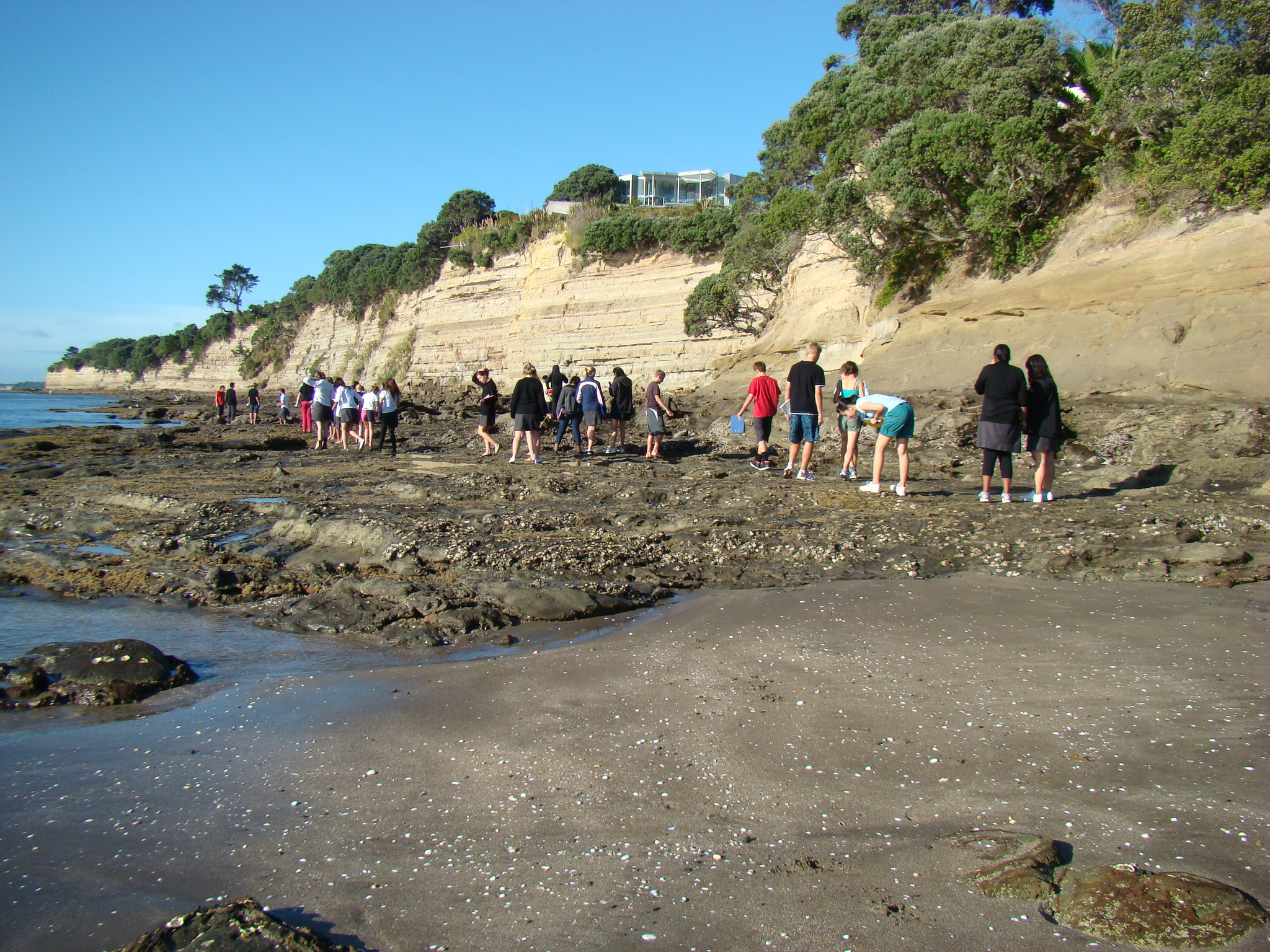
Шкільна екскурсія на узбережжя моря

Екску́рсія (від лат. excursio — прогулянка, поїздка, похід) — колективне відвідування музею, пам'ятного місця, виставки, підприємства тощо; поїздка, прогулянка з освітньою, науковою, спортивною або розважальною метою. Показ об'єктів відбувається під керівництвом кваліфікованого спеціаліста — екскурсовода, який передає аудиторії бачення об'єкта, оцінку пам'ятного місця, розуміння історичної події, пов'язаного з цим об'єктом. Екскурсії можуть бути як самостійною діяльністю, так і частиною комплексу туристичних послуг.
Вивчається екскурсознавством.

## Історія
Витоки екскурсійної справи як організації пізнавальних, розважальних та відпочинкових подорожей можна виявити ще в античному світі. Значну роль відігравав релігійний туризм — прочанство. Видатним мандрівником та автором першого вітчизняного популярного травелогу був Василь Григорович-Барський.  
На західноукраїнських землях, під австро-угорською владою, ще 1786 року в «Статуті народних училищ» були передбачені учнівські екскурсії. «Шкільний статут» 1804 року рекомендував влаштовувати не тільки прогулянки у природу, але й до мануфактур, майстерень ремісників та інших підприємств.
Після 1861 року важливим місцем масового відвідування стала Тарасова гора у Каневі.
Справжнього поширення екскурсії набули з розвитком транспорту, дачного будівництва, моди на велотуризм. Зокрема, у Києві популярними екскурсійними місцевостями були Китаїв, Межигір’я, Конча-Заспа.  
Наприклад, керівництво Печерської гімназії організовувало для гімназистів т. зв. військові прогулянки вулицями міста, до Вишгорода і Межигір'я. З 1893 учні здійснювали навчально-виховні мандрівки залізницею до Криму, на Урал, Кавказ і Поволжя, до Москви, Нижнього Новгорода та інших цікавих місць.

За зарубіжними прикладами, 1895 р. було створено Російське товариство туристів, що мало відділення в Києві, Полтаві, Харкові, Одесі, Ялті тощо.

У 1921 році Миколою Шарлеманем було виготовлено наступну версію путівника «Короткий провідник для природничих екскурсій по Києву та його околицях». Окрім того Микола Шарлемань розробляв також екскурсійну карту околиць Києва, список місцевостей України для природничих екскурсій, та маршрути цих екскурсій.

В радянський час екскурсійна робота була помітною галуззю ідейного та патріотичного виховання. 20-ті роки стали часом великого розвитку краєзнавства. З’явилися товариства і гуртки з вивчення свого краю, які охоплювали широкі маси населення. Екскурсійною справою у 1919-22 опікувався екскурсійно-виставково-музейний відділ Наркомосу УСРР, а згодом створений у 1922 відділ Головполітосвіти НКО УСРР. 1929 року Києво-Печерська лавра була перетворена у Всеукраїнське музейне містечко – центр антирелігійної пропаганди в УСРР.
У 1921-32 роках екскурсії по Києву водила Поліна Кульженко – працювала в Лекційно-екскурсійному бюро Окрполітосвіти, Українському екскурсійному товаристві та (1930) Київській філії Всеукраїнського товариства пролетарського туризму та екскурсій «Укртуре». Разом провела 1100 екскурсій-лекцій... Мистецькі явища вона вміла живописати словом. Розповідала дуже картинно, яскраво, буквально чарувала своїх слухачів... дратувала декого своєю віддачею: «Адже вона любить своїх екскурсантів»!
Потім почалися підступна радянська українізація, розгром національного відродження, Голодомори, репресії.
У 1929–36 рр. діяло Товариство пролетарського туризму і екскурсій, 1929 засновано Всесоюзне акціонерне товариство іноземного туризму (з 1933 – ВАТ «Інтурист»). Київське відділення «Інтурист» запрошувало молодь зі знанням іноземних мов на курси гідів-перекладачів. Умови були привабливі: оклад 150 руб., безкоштовне харчування з туристськими групами, та ще й пристойний пайок. 
1930-го року в Харкові почала роботу Центральна Дитяча досвідна екскурсійна станція.
20 травня 1939 року відновлено масові екскурсії по Дніпру. У перший рейс за маршрутом Київ – Херсон – Київ з відвідуванням Трипілля, могили Тараса Шевченка в Каневі, ДніпроГЕСу, Запоріжжя вирушив пароплав «Сталінська Конституція» (у народі «проституція») з 300 екскурсантами (вихованцями дитячих будинків) на борту. Було заплановано протягом літа охопити екскурсійним обслуговуванням 12 тисяч осіб.
Друга Світова війна, повоєнні голод та руїни вщент зруйнували туристично-екскурсійну галузь. Проте, вже 15 квітня 1947 року, після перерви, викликаної війною, в Києві по вул. Кірова, 14 відновлено роботу центральної дитячої екскурсійно-туристичної станції. 1949 року в Києві вперше по війні проведено республіканські курси працівників обласних дитячих екскурсійно-туристських станцій.
Наприкінці 40-х років, як складова частина Всесоюзного товариства «3нання», науковцями та громадськими діячами було створено Товариство по розповсюдженню політичних і наукових знань УРСР. Під його керівництвом почали проводити прості оглядові екскурсії по Києву, до трьох разів на день – пішки від вокзалу до площі Б. Хмельницького (Софійської). Після відбудови Хрещатика та пишного святкування 300-річчя Переяславської ради пожвавилася екскурсійна робота, з акцентом на комуністичне виховання, звеличення радянської влади, провідної ролі компартії та дружби народів «соціалістичного табору». Було категорично заборонено розповідати про храми.
Робота екскурсоводів, як і будь-яка робота з людьми, потребує великого напруження і самовіддачі, постійного самовдосконалення. В радянські часи додаткові напруги створювала пануюча в суспільстві атмосфера підозр, агресії, кляуз, невігластва, бюрократії. Будь-хто, незалежно від компетентності, міг виявитися перевіряючим і підвести екскурсовода під неприємності, аж до суду. Доводилося ретельно слідувати за змінами політичного курсу та інтригами партійної влади.
У 50-ті роки, в часи «хрущовської відлиги», почалося відродження масового туризму, видання путівників. 1959 року співзасновником Київського міського клубу туристів став один з майбутніх лідерів туризму та екскурсій у Києві – Анатолій Трохимович Халепо (1934-2020).
З початку 60-х років набули популярності екскурсії до Канева та Переяслава, на вшанування пам’яті Т. Шевченка, зокрема, пароплавами по Дніпру, а також поїздки до дендропарків Умані та Білої Церкви, до меморіалів битв Другої Світової війни у Нових Петрівцях та Корсуні Шевченківському, на будівництво Київської ГЕС у Вишгороді.
Ветерани згадували, що екскурсії часом проводилися у відритих вантажівках з дерев’яними лавками у кузові. Екскурсовод повідомляв водія про напрям руху, стукаючи рукою по кабіні: один удар – ліворуч, два – праворуч, три – прямо. Згодом з’явилися перші екскурсійні автобуси, на базі переобладнаних вантажівок, а потім навіть тролейбуси.
Наприкінці 60-х років радянське керівництво почало нову велику пропагандиську кампанію – підготовку до пишного свята 50-річчя більшовицької влади. Відтак, 1 квітня 1966 року в складі Київської турбази було створено Київське бюро подорожей та екскурсій, яке у 1980-ті роки стало одним з кращих в СРСР. За спогадами, В. Г. Киркевича, спершу воно базувалося за адресою вул. Енгельса, 6, потім на Софійській площі, де нині готель Hyatt, а зрештою в чудовому будинку зі шпилем біля Золотих воріт.
Спершу в КБПЕ було всього п’ять штатних екскурсоводів і директор, які обслуговували п’ять маршрутів оглядових екскурсій. Офіційне працевлаштування давало соціальну захищеність і можливості фахового росту. 1968 року в бюро також почала працювати Леонора Натанівна Рахліна (1934-2006), яка створила сотні авторських екскурсій, очолила краєзнавчі клуби, самовіддано боролася за збереження пам’яток культури, стала наставницею численних колег.
1972 року в Києві було засновано Республіканські туристичні курси. В ці роки пожвавився інтерес до стародавньої історії, набули популярності екскурсії «Древній Київ», відвідання музею народної архітектури та побуту в Пирогові, поїздки до Чернігова та Переяслава.
В 70-ті роки у безкрайому Радянському Союзі чималого розвитку набув залізничний туризм. У Києві, як і по всій країні, бракувало місць у готелях. Відтак, на залізничній станції Київ-Дніпровський було побудовано відстійник туристичних поїздів. Поїзд не просто висаджував пасажирів і їхав у депо, а стояв коло платформ всі дні, поки група оглядає місто. З Броварського проспекту екскурсійні автобуси під'їжджали просто до поїздів. Екскурсанти ночували у вагонах, поруч з платформами була така-сяка інфраструктура – туалет, умивальник і душ, їдальня, пральня.
У 1971 р. почався Всесоюзний похід піонерів і комсомольців по місцях революційної, бойової та трудової слави СРСР. Організатором екскурсійних поїздок школярів виступало БММТ «Супутник» ЦК ВЛКСМ.
Розвитку екскурсійного туризму сприяла Московська олімпіада 1980 року, яка торкнулась і України. Бучне святкування 1500-ліття Києва 1982 року також стимулювало притік екскурсантів. Було виділено великі кошти на краєзнавчу літературу та оновлення історичних споруд, зокрема – відтворення Золотих воріт, відкриття Музею історії Києва у Кловському палаці.
На базі Республіканських туристичних курсів було створено українську філію Всесоюзного Інституту підвищення кваліфікації працівників туристично-екскурсійних організацій, 1988 року реорганізовану в Українській навчально-методичний центр підвищення кваліфікації, а 1992 року – в Інститут туризму Федерації профспілок України.
Середина 80-х стала часом розквіту КБПЕ. 15 років ним керував Микола Грицик. Роботу спрямовували методичний та екскурсійний відділи, архітектурно-історична та краєзнавча секції, діяли курси підвищення кваліфікації, розширилася тематика екскурсій, їх більше стали відвідувати також і кияни. Екскурсіями були охоплені навчальні заклади, санаторії та будинки відпочинку, штат бюро сягнув 700 осіб (близько 80% жінок) та півтори тисячі позаштатних екскурсоводів і груповодів. Річний фінансовий план складав 30 млн. рублів — як чималого заводу.
Видатними туристсько-екскурсійними центрами України є також Львів, Кам'янець-Подільський, Одеса, Крим і величезна кількість великих і малих атракцій.
Чорнобильська катастрофа 1986 р. стала яскравим проявом деградації радянського суспільства. У травні київські вокзали та автостанції захлиналися від потоків біженців. Влітку Київ вражав безлюддям. Актуальним став оздоровчий туризм, батьки старалися вивезти дітей у чистіші місцевості. 
У 1986-1991 роках по центральним вулицям Києва курсував екскурсійний тролейбус — унікальний раритет МТБ-82, які на той час вже зняли з експлуатації.
З 1987 р. поряд з М «Лівобережна» діє готель «Турист», а згодом на Русанівській набережній постав ще й готель «Славутич».
А потім стався крах Радянського Союзу, економічний занепад, розвал профспілок. Впала й ідеологічна «залізна завіса», яка відділяла радянське суспільство від решти світу
Помаранчева революція 2004 року привернула увагу світу до України, збільшила притік іноземних туристів. Революція гідності або Євромайдан 2013-2014 рр. посилили цю тенденцію.
Пандемія коронавірусної хвороби 2019 завдала тяжкого удару галузі туризму. Ще більшої біди зазнало українське суспільство від російської агресії. Проте, навіть в умовах війни, екскурсії в Києві користуються попитом і киян, і переселенців, і іноземних туристів.

## Класифікація
За змістом:
1. Оглядова екскурсія, як правило, багатотемна, з використанням історичного та сучасного матеріалу. Будується на демонстрації різноманітних об'єктів — пам'яток історії та культури, будівель та споруд, природних об'єктів, місць знаменитих подій, елементів благоустрою міста, промислових та сільськогосподарських виробництв тощо. В оглядових екскурсіях події висвітлюються широко планово. Що дає загальне уявлення про місто, край, область, державу в цілому.
2. Тематичні екскурсії поділяються на історичні (історико-краєзнавчі), археологічні, етнографічні, воєнно-історичні, історико-біографічні, екскурсії до історичних музеїв, промислові, природничі та екологічні, мистецтвознавчі, літературні, архітектурно-містобудівні.
3. Навчальні екскурсії розглядають як форму навчальної роботи для різноманітних груп екскурсантів (екскурсія-консультація, екскурсія-демонстрування, екскурсія-урок, наукова екскурсія для спеціальної аудиторії).

За складом та кількістю учасників поділяються на індивідуальні, колективні, для місцевого населення, туристичні, дорослих та школярів, з урахуванням особливостей сприйняття.
За місцем проведення: міські, заміські, виробничі, музейні, комплексні.
За способом пересування: пішохідні, транспортні, що складаються з двох частин: аналіз екскурсійних об'єктів на зупинках та розповідь матеріалу в дорозі, що пов'язаний з об'єктами дослідження.
За формою проведення: екскурсія-масовка, екскурсія-прогулянка, екскурсія-лекція(більше розказується ніж показується), екскурсія-концерт, екскурсія-постанова.
За тривалістю.
На практиці ж поділ екскурсій на чітко розділені групи має умовний характер.